# Théâtre du Palais-Royal (rue Saint-Honoré)

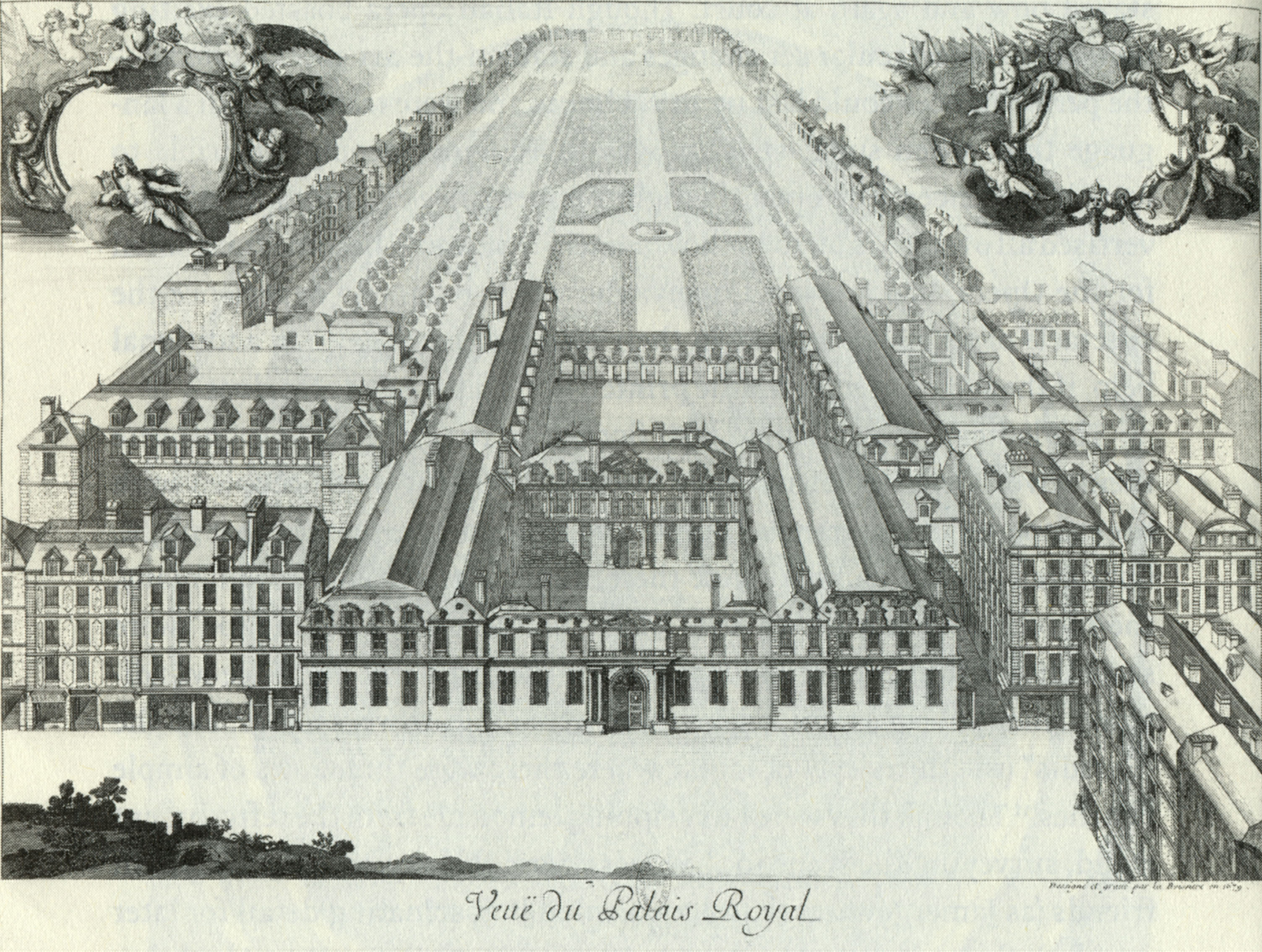
Vista del Palais-Royal nel 1679. Il teatro era nell'ala est (sulla destra).

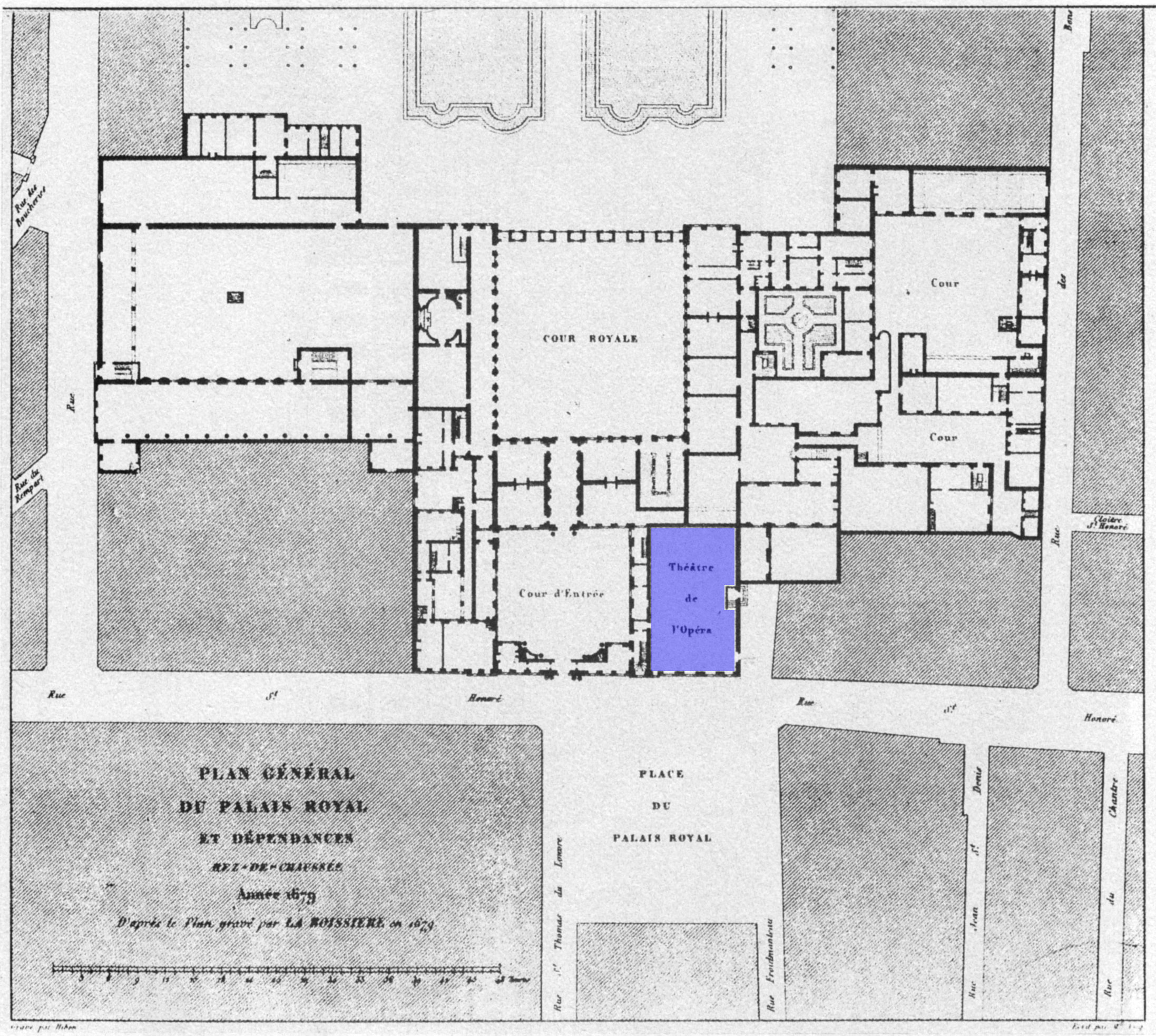
Pianta del Palais-Royal nel 1679 con l'indicazione del primo teatro in blu

Il Théâtre du Palais-Royal (noto anche come Salle du Palais-Royal o Salle Richelieu), in rue de Saint-Honoré a Parigi, fu un teatro sito nell'ala orientale del Palais-Royal, che venne inaugurato il 14 gennaio 1641 con una rappresentazione della tragicommedia Mirame di Jean Desmarets. Il teatro venne utilizzato dalla compagnia di Molière dal 1660 al 1673 e come teatro d'opera dall'Académie Royale de Musique dal 1673 al 1763, quando venne distrutto da un incendio. Venne ricostruito e riaperto nel 1770, ma nuovamente distrutto dal fuoco nel 1781 e non più ricostruito.

## Primo teatro
Il Palais-Royal era in origine conosciuto come Palais-Cardinal, dato che venne costruito negli anni 1630 come residenza principale del Cardinale Richelieu. Nel 1637 Richelieu chiese al suo architetto Jacques Lemercier di dare inizio alla costruzione di una sala teatrale al suo interno, che venne inaugurata nel 1641 e fu inizialmente nota come Grande sala del Palais-Cardinal. Dopo la morte di Richelieu, nel 1642, la proprietà del palazzo passò al re Luigi XIII e pertanto divenne noto come Palais-Royal, anche se il vecchio nome di Palais-Cardinal continuava talvolta a essere usato.

### Molière
La compagnia teatrale di Molière e quelle di attori italiani recitarono in questo teatro, alternandovisi, dal 1661 al 1673. Tra le opere di Molière qui rappresentate si ricordano L'École des femmes (prima il 26 dicembre 1662), Tartuffe (12 maggio 1664), Dom Juan (15 febbraio 1665), Le Misanthrope (4 giugno 1666), L'Avare (9 settembre 1668), Le Bourgeois gentilhomme (23 novembre 1670) e Le malade imaginaire (10 febbraio 1673).

### Paris Opera

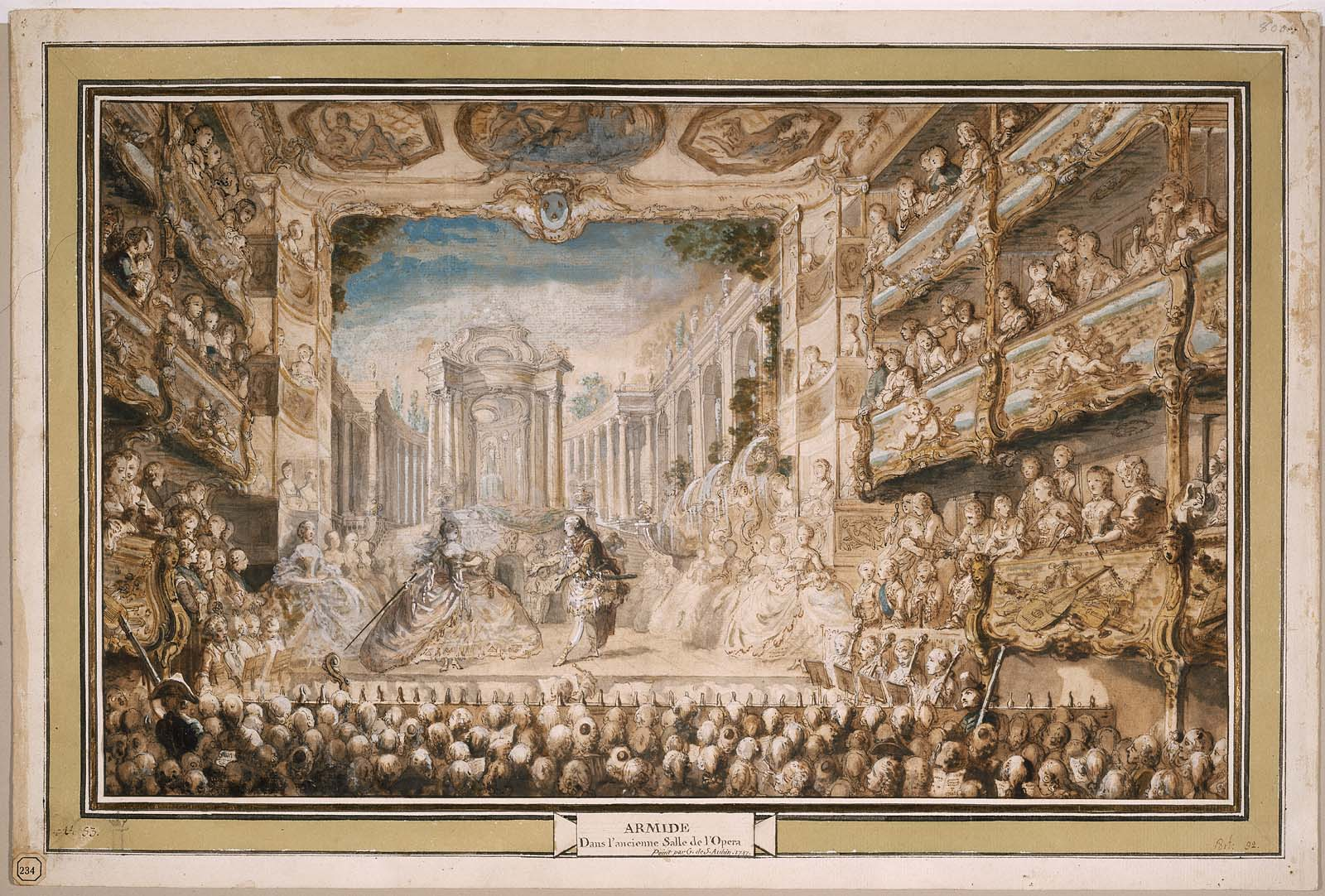
Armida di Lully rappresentata nella prima sala del Palais-Royal nella ripresa del 1761

Alla morte del suo antico collaboratore, avvenuta il 17 febbraio 1673, Lully estromise la compagnia di Molière spostandola alla nuova sede dell'Hôtel de Guénégaud e stabilì in questo teatro la sede di dell'Académie Royale de Musique (il nome del tempo della Paris Opera). Lully fece eseguire grossi lavori di ristrutturazione per poter installare le macchine di scena, progettate da Carlo Vigarani, capaci di sostenere le scenografie per la rappresentazione delle opere musicali. Vennero pertanto sostituite le attrezzature progettate da Giacomo Torelli nel 1645. Con le modifiche apportate da Vigarani il teatro ebbe un'evoluzione molto netta verso il modello dei teatri all'italiana, con tre ordini di palchi, la platea molto inclinata e un sistema di scene su pannelli scorrevoli. Il teatro ristrutturato da Vigarani aveva una capacità di circa 1.270 spettatori: un parterre di 600 posti, una platea di 120 e palchi per altri 550. Il palcoscenico era largo 9,4 metri e profondo 17, con una buca per l'orchestra larga 7,6 metri e profonda 3.

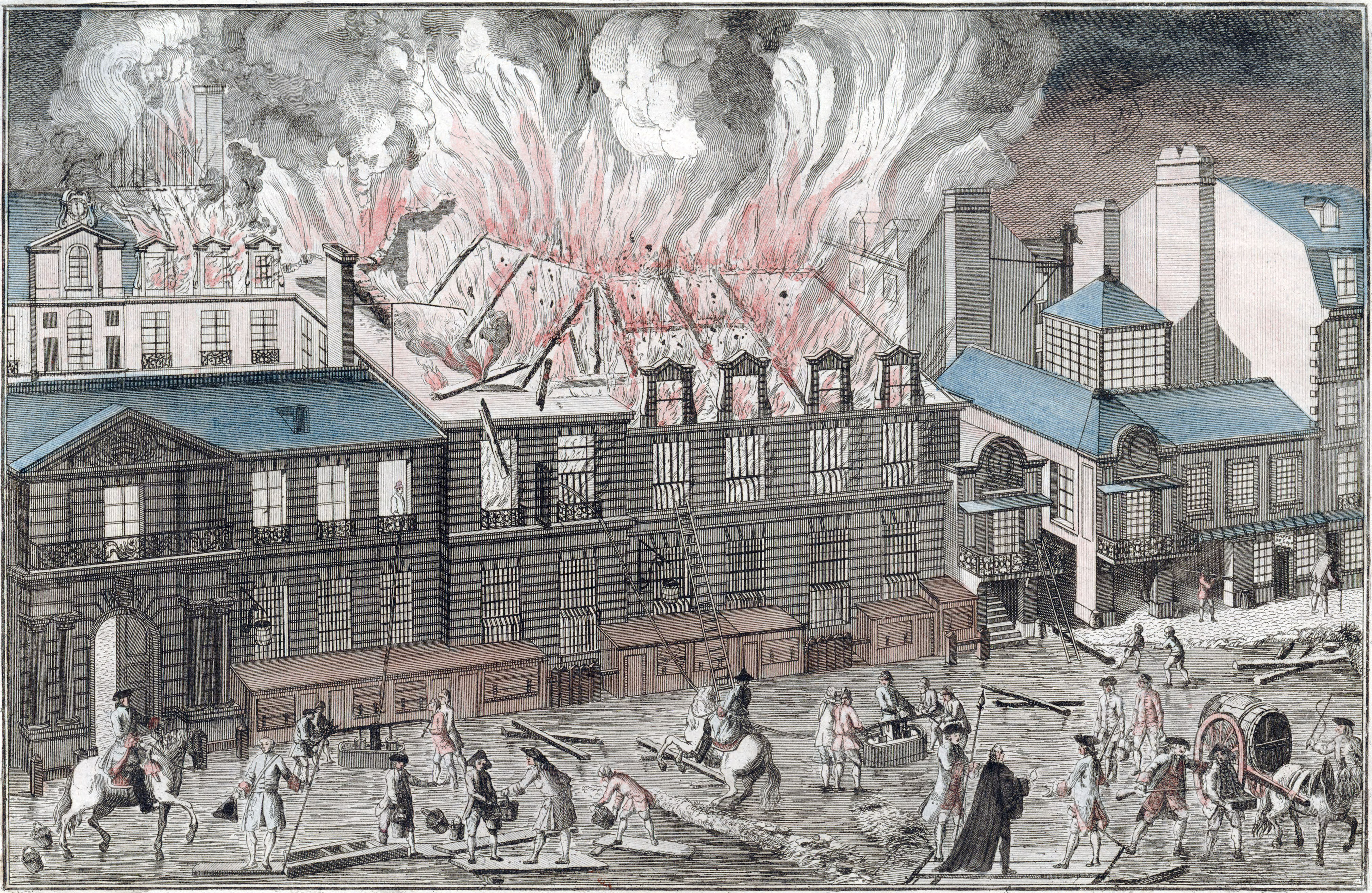
Incendio del 1763

Diverse opere di Lully (tragédies en musique) ebbero la prima al Théâtre du Palais-Royal, comprese Alceste (19 gennaio 1674), Amadis (18 gennaio 1684) e Armide (15 febbraio 1686). Nel XVIII secolo molte opere di Rameau ebbero la prima in questo teatro, comprese Hippolyte et Aricie (1 ottobre 1733), Les Indes galantes (23 agosto 1735), Castor et Pollux (24 ottobre 1737), Dardanus (19 novembre 1739), e Zoroastre (5 dicembre 1749).
Il primo teatro fu distrutto dal fuoco il 6 aprile 1763.

## Secondo teatro

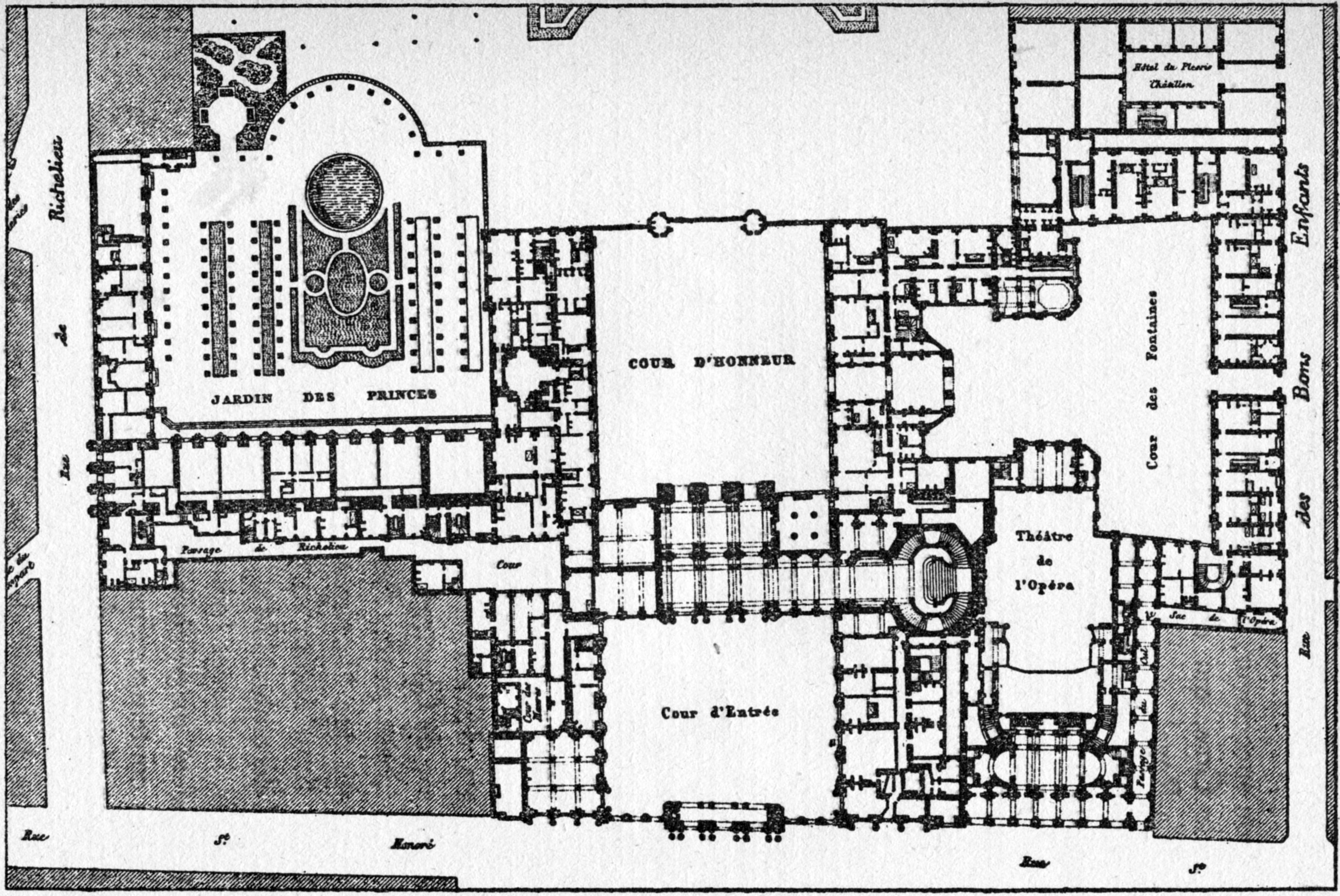
Pianta del 1780 del Palais-Royal con il teatro d'opera di Moreau nel quadrante in basso a destra

La città di Parigi, che aveva la responsabilità del teatro dell'opera, decise di costruire un nuovo teatro in una zona adiacente ad est (dove si trova oggi rue de Valois). Nel frattempo le compagnie si esibirono alla Salle des Machines, al Palazzo delle Tuileries, che venne ridotta a dimensione più confacenti ad un teatro d'opera dall'architetto Jacques-Germain Soufflot. Il nuovo teatro del Palais-Royal venne progettato dall'architetto Pierre-Louis Moreau Desproux e fu il primo teatro ad essere espressamente progettato per l'opera a Parigi. Aveva una capacità di più di 2.000 spettatori.
Il nuovo teatro venne inaugurato il 20 gennaio 1770 con una rappresentazione di Zoroastre di Rameau. In questo teatro avvenne la rappresentazione della prima della maggior parte delle opere francesi di Christoph Willibald Gluck, comprese Iphigénie en Aulide (19 aprile 1774), Orphée et Euridice (versione francese di Orfeo ed Euridice) (2 agosto 1774), la versione rivista di Alceste (23 aprile 1776), Armide (23 settembre 1777), Iphigénie en Tauride (18 maggio 1779), e Echo et Narcisse (24 settembre 1779). Tra le altre prime date in questo teatro Atys di Piccinni (22 febbraio 1780), Andromaque di Grétry  (6 giugno 1780), Persée  di Philidor (27 ottobre 1780) Iphigénie en Tauride di Piccinni (23 gennaio 1781).
Il teatro continuò ad essere utilizzato per l'Opera fino all'8 giugno 1781, quando anch'esso venne distrutto dal fuoco. Il Théâtre de la Porte Saint-Martin, molto più a nord sul Boulevard Saint-Martin, venne costruito in fretta per sostituire quello andato in fiamme. Nel frattempo le compagnie d'opera si esibirono alla Salle des Menus-Plaisirs in rue Bergère.

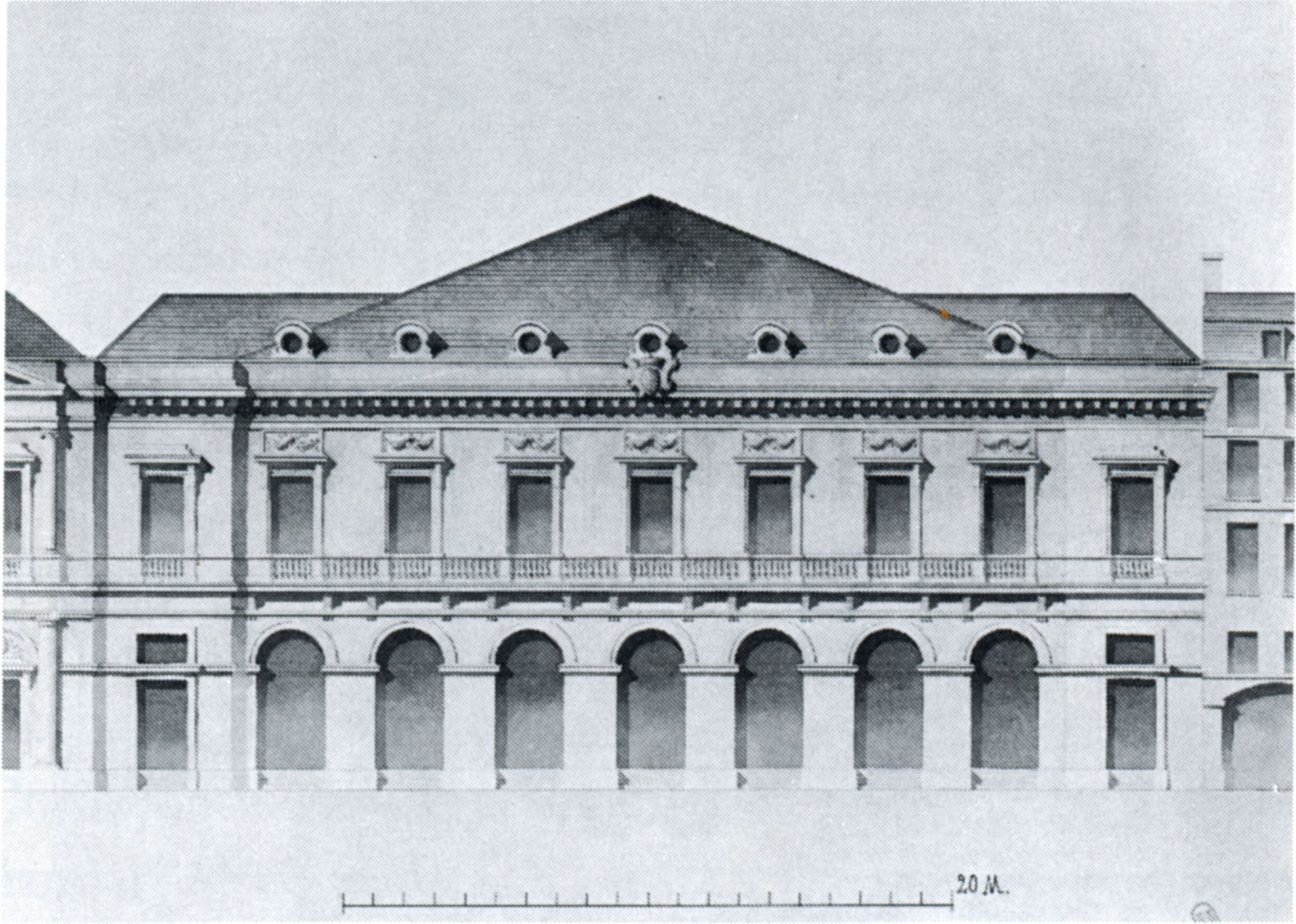
Facciata del teatro di Moreau
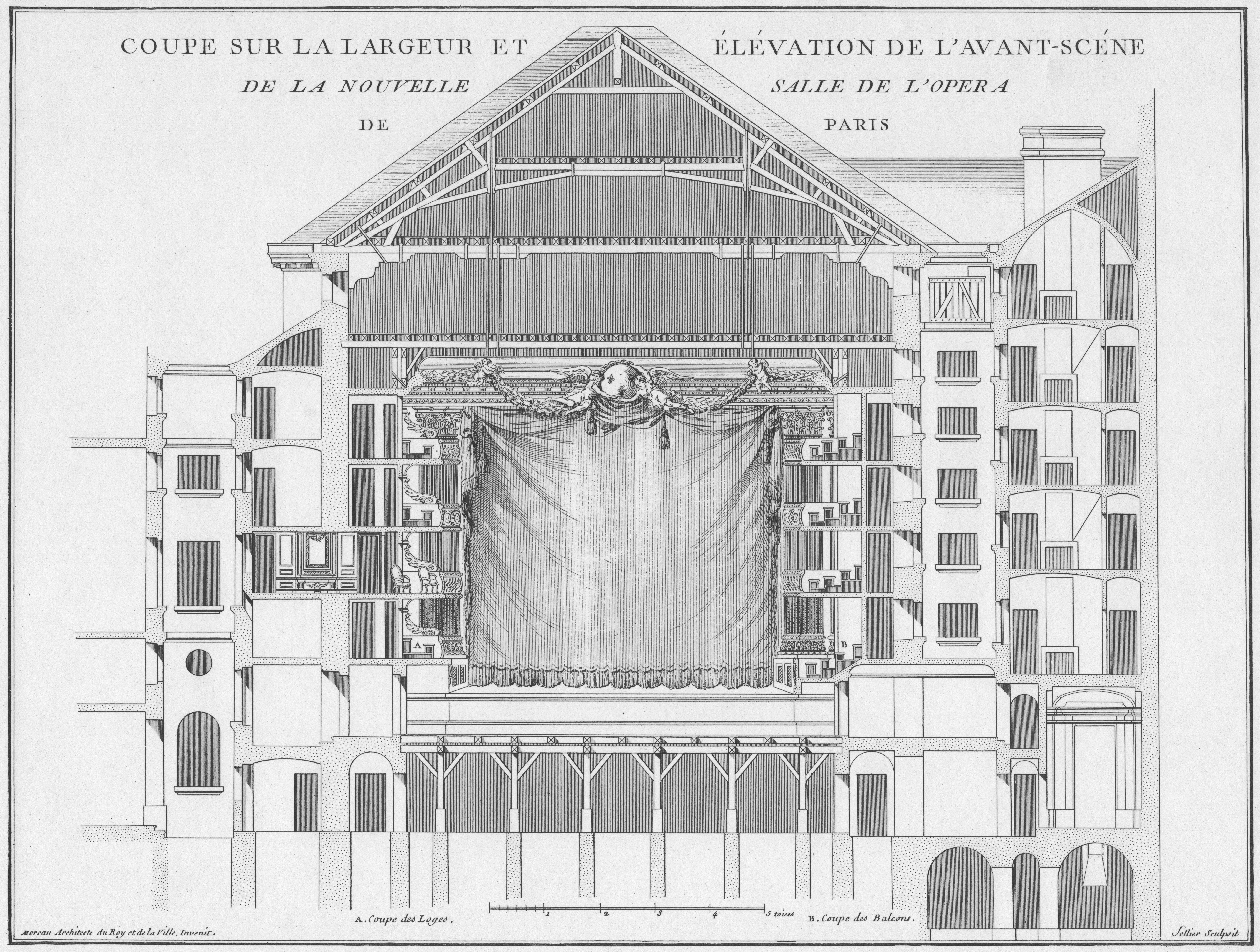
Sezione trasversale
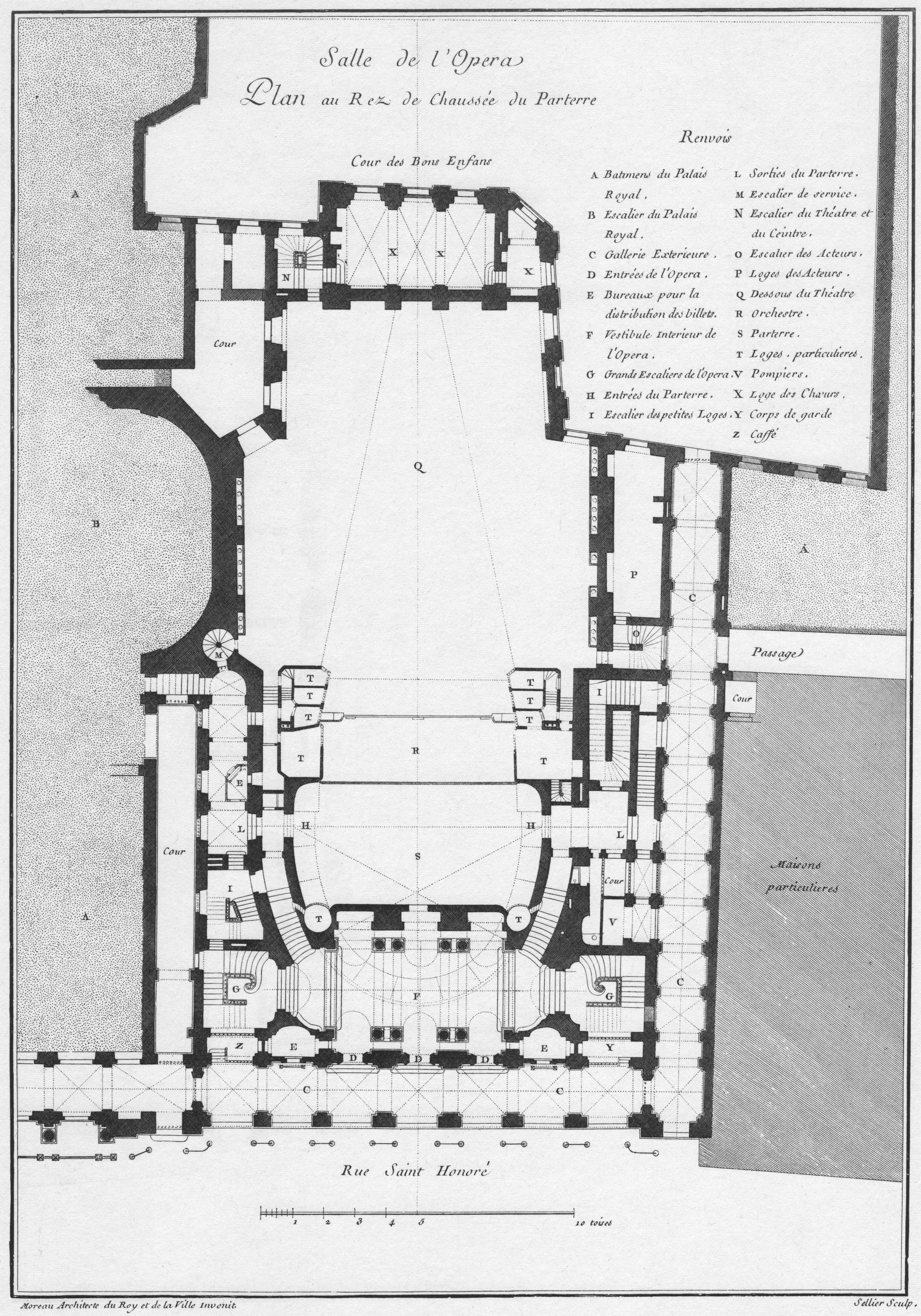
Pianta del piano terra
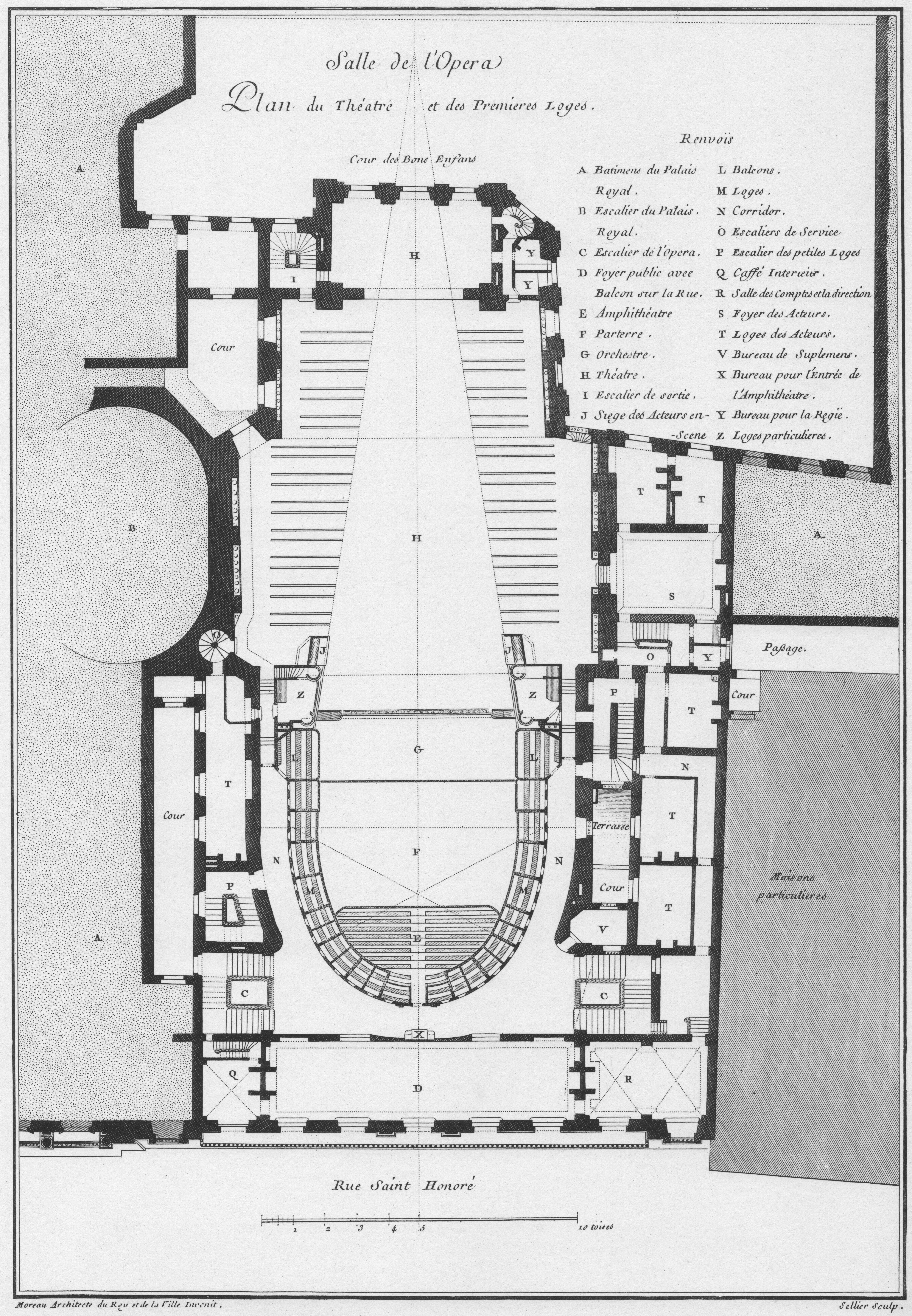
Primo livello dei palchi